# دوري كازاخستان الممتاز 1993
دوري كازاخستان الممتاز 1993 (الروسية: Чемпионат Казахстана по футболу 1993) هو الموسم 2 من دوري كازاخستان الممتاز. أقيم خلال الفترة 6 أبريل 1993 وحتى 15 نوفمبر 1993، وأشرف على تنظيمه الاتحاد الآسيوي لكرة القدم، وكان عدد الأندية المشاركة فيه 26، وفاز فيه نادي إيرتيش بافلودار.